# Le tre candele
Le tre candele (The gratitude of Kings) è un romanzo breve di genere fantasy scritto da Marion Zimmer Bradley, pubblicato nel 1997 e per la prima volta in Italia dall'Editrice Nord nel 2003.

## Trama
Il racconto narra le avventure nel Castello di Tschardain della nota maga-menestrello Lythande, adepta al Culto delle Stella Azzurra, costretta da un giuramento a non rivelare mai la sua natura di donna: pena, la perdita di ogni suo potere. Le nozze fra il principe Tashgan e la bella Velvet sono imminenti, ma qualcosa non torna alla maga che assieme all'amica Eirthe, e grazie all'uso di candele magiche modellate a immagine degli sposi, viene a scoprire che un inquietante mistero avvolge la giovane Velvet, vittima di un incantesimo...

## Il progetto
Lythande, come affermò la stessa Marion Zimmer Bradley nella raccolta antologica Nel mondo di Lythande, nasce come personaggio marginale alla sua produzione, espressamente pensato per la serie Il Mondo dei Ladri, ideata nel 1978 dall'autore e curatore statunitense Robert Asprin. Il progetto prevedeva che i più noti autori fantasy Americani scrivessero, ambientandole in un mondo comune, storie che potessero intrecciarsi tra loro.
Marion Zimmer Bradley immaginò così Lythande: una donna, menestrello e mago (denotata sessualmente attraverso citazioni tratte dalla poetessa lesbica Saffo). L'autrice, in seguito, continuò a trattare questo personaggio, indipendentemente dal progetto originale.
Anche se non accreditata in copertina (ma solo nel copyright), questa storia vede la collaborazione di Elisabeth Waters, segretaria e cugina di Marion Zimmer Bradley.

## Edizioni
- Marion Zimmer Bradley, Le tre candele, Editrice Nord, 2003, ISBN 88-429-1282-4.